# Coppa di Bulgaria (pallavolo femminile)
La Coppa di Bulgaria è una competizione pallavolistica per squadre di club bulgare femminili, organizzata con cadenza annuale dalla BFV.

## Edizioni
| Edizione         | Edizione          | Podio          | Podio         | Podio           |               |
| Anno             | Sede della finale | Campione       | Risultato     | Finalista       |               |
| ---------------- | ----------------- | -------------- | ------------- | --------------- | ------------- |
| 1953-54 Dettagli | -                 | Slavia Sofia   | -             | -               |               |
| 1954-55 Dettagli | -                 | Minjor Pernik  | -             | Slavia Sofia    |               |
| 1955-56 Dettagli | -                 | Slavia Sofia   | -             | Lokomotiv Sofia |               |
| 1956-57 Dettagli | -                 | Slavia Sofia   | -             | -               |               |
| 1957-58          | -                 | Non disputata  | Non disputata | Non disputata   | Non disputata |
| 1958-59 Dettagli | -                 | Levski Sofia   | -             | -               |               |
| 1959-60 Dettagli | -                 | Levski Sofia   | -             | -               |               |
| 1960-61 Dettagli | -                 | Levski Sofia   | -             | -               |               |
| 1961-65          | -                 | Non disputata  | Non disputata | Non disputata   | Non disputata |
| 1965-66 Dettagli | -                 | Levski Sofia   | -             | -               |               |
| 1966-67 Dettagli | -                 | Levski Sofia   | -             | -               |               |
| 1967-68 Dettagli | -                 | Akademik Sofia | -             | -               |               |
| 1968-69 Dettagli | -                 | CSKA Sofia     | -             | -               |               |
| 1969-70 Dettagli | -                 | Levski-Spartak | -             | -               |               |
| 1970-71 Dettagli | -                 | Slavia Sofia   | -             | -               |               |
| 1971-72 Dettagli | -                 | Levski-Spartak | -             | -               |               |
| 1972-73 Dettagli | -                 | Levski-Spartak | -             | -               |               |
| 1973-74 Dettagli | -                 | Levski-Spartak | -             | Slavia Sofia    |               |
| 1974-75 Dettagli | -                 | Minjor Pernik  | -             | -               |               |
| 1975-76 Dettagli | -                 | CSKA Sofia     | -             | -               |               |
| 1976-77 Dettagli | -                 | Slavia Sofia   | -             | -               |               |
| 1977-78 Dettagli | -                 | Levski-Spartak | -             | -               |               |
| 1978-79 Dettagli | -                 | CSKA Sofia     | -             | -               |               |
| 1979-80 Dettagli | -                 | Levski-Spartak | -             | -               |               |
| 1980-81 Dettagli | -                 | CSKA Sofia     | -             | -               |               |
| 1981-82 Dettagli | -                 | CSKA Sofia     | -             | -               |               |
| 1982-83 Dettagli | -                 | CSKA Sofia     | -             | -               |               |
| 1983-84 Dettagli | -                 | Dunav Ruse     | -             | -               |               |
| 1984-85 Dettagli | -                 | CSKA Sofia     | -             | -               |               |
| 1985-86 Dettagli | -                 | CSKA Sofia     | -             | -               |               |
| 1986-87 Dettagli | -                 | Levski-Spartak | -             | -               |               |
| 1987-88 Dettagli | -                 | CSKA Sofia     | -             | -               |               |
| 1988-89 Dettagli | -                 | CSKA Sofia     | -             | -               |               |
| 1989-90 Dettagli | -                 | Levski-Spartak | -             | -               |               |
| 1990-91 Dettagli | -                 | Levski-Spartak | -             | -               |               |
| 1991-92 Dettagli | -                 | Levski-Spartak | -             | Lokomotiv Sofia |               |
| 1992-93 Dettagli | -                 | CSKA Sofia     | -             | -               |               |
| 1993-94 Dettagli | -                 | Levski Sofia   | -             | -               |               |
| 1994-95 Dettagli | -                 | CSKA Sofia     | -             | Slavia Sofia    |               |
| 1995-96 Dettagli | -                 | CSKA Sofia     | -             | -               |               |
| 1996-97 Dettagli | -                 | Levski Sofia   | -             | -               |               |
| 1997-98 Dettagli | -                 | Levski Sofia   | -             | Slavia Sofia    |               |
| 1998-99 Dettagli | -                 | Levski Sofia   | -             | -               |               |
| 1999-00 Dettagli | -                 | CSKA Sofia     | -             | -               |               |
| 2000-01 Dettagli | -                 | Levski Sofia   | -             | -               |               |
| 2001-02 Dettagli | -                 | Levski Sofia   | -             | -               |               |
| 2002-03 Dettagli | -                 | Levski Sofia   | -             | -               |               |
| 2003-04 Dettagli | -                 | CSKA Sofia     | -             | -               |               |
| 2004-05 Dettagli | -                 | Levski Sofia   | -             | -               |               |
| 2005-06 Dettagli | -                 | Levski Sofia   | -             | -               |               |
| 2006-07 Dettagli | -                 | Slavia Sofia   | -             | -               |               |
| 2007-08 Dettagli | -                 | CSKA Sofia     | -             | Levski Sofia    |               |
| 2008-09 Dettagli | -                 | Levski Sofia   | 3 - 2         | CSKA Sofia      |               |
| 2009-10 Dettagli | Sofia             | CSKA Sofia     | 3 - 0         | Levski Sofia    |               |
| 2010-11 Dettagli | Sofia             | CSKA Sofia     | 3 - 0         | Marica          |               |
| 2011-12 Dettagli | Plovdiv           | Marica         | 3 - 0         | Levski Sofia    |               |
| 2012-13 Dettagli | Kazanlăk          | CSKA Sofia     | 3 - 2         | Kazanlăk        |               |
| 2013-14 Dettagli | Sofia             | Levski Sofia   | 3 - 2         | CSKA Sofia      |               |
| 2014-15 Dettagli | Sofia             | Marica         | 3 - 2         | Levski Sofia    |               |
| 2015-16 Dettagli | Burgas            | Levski Sofia   | 3 - 1         | Marica          |               |
| 2016-17 Dettagli | Sofia             | Marica         | 3 - 0         | Slavia Sofia    |               |
| 2017-18 Dettagli | Stara Zagora      | Marica         | 3 - 1         | Levski Sofia    |               |
| 2018-19 Dettagli | Plovdiv           | Marica         | 3 - 0         | Beroe           |               |
| 2019-20 Dettagli | -                 | Non assegnata  | Non assegnata | Non assegnata   |               |
| 2020-21 Dettagli | Pazardžik         | Marica         | 3 - 0         | CSKA Sofia      |               |
| 2021-22 Dettagli | Burgas            | Marica         | 3 - 0         | DKS Varna       |               |
| 2022-23 Dettagli | Pazardžik         | Marica         | 3 - 0         | CSKA Sofia      |               |
| 2023-24 Dettagli | Sofia             | Marica         | 3 - 1         | CSKA Sofia      |               |
| 2024-25 Dettagli | Sofia             | Marica         | 3 - 1         | Levski Sofia    |               |

## Palmarès
| Squadra        | Titolo | Edizione |
| -------------- | ------ | --- |
| Levski Sofia   | 27     | 1958-59, 1959-60, 1960-61, 1965-66, 1966-67, 1969-70, 1971-72, 1972-73, 1973-74, 1977-78, 1979-80, 1986-87, 1989-90, 1990-91, 1991-92, 1993-94, 1996-97, 1997-98, 1998-99, 2000-01, 2001-02, 2002-03, 2004-05, 2005-06, 2008-09, 2013-14, 2015-16 |
| CSKA Sofia     | 19     | 1968-69, 1975-76, 1978-79, 1980-81, 1981-82, 1982-83, 1984-85, 1985-86, 1987-88, 1988-89, 1992-93, 1994-95, 1995-96, 1999-00, 2003-04, 2007-08, 2009-10, 2010-11, 2012-13                                                                         |
| Marica         | 10     | 2011-12, 2014-15, 2016-17, 2017-18, 2018-19, 2020-21, 2021-22, 2022-23, 2023-24, 2024-25 |
| Slavia Sofia   | 6      | 1953-54, 1955-56, 1956-57, 1970-71, 1976-77, 2006-07 |
| Minjor Pernik  | 2      | 1954-55, 1974-75 |
| Akademik Sofia | 1      | 1967-68 |
| Dunav Ruse     | 1      | 1983-84 |